# Henri Daniel
Pour les articles homonymes, voir Daniel.
Pas d'image ? Cliquez ici

a Compétitions nationales et continentales officielles uniquement.

b Matchs officiels uniquement.
Henri Daniel, né le 15 février 1950 à Pia (Pyrénées-Orientales) et mort le 21 décembre 2023 à Perpignan, est un joueur international français de rugby à XIII, évoluant au poste de pilier ou de deuxième ligne.
Au cours de sa carrière, il évolue au XIII Catalan avec lequel il remporte la Coupe de France en 1976, il rejoint ensuite Pia jusqu'en 1985. Fort de ses performances en club, il est sélectionné à de nombreuses reprises pour l'équipe de France entre 1977 et 1982, prenant part à la Coupe du monde 1977.

## Biographie
La Fédération française de jeu à XIII demande la radiation à vie d'Henri Daniel en juin 1985 coupable d'un coup de poing sur l'arbitre, Robert Belle, de la rencontre Pia contre Viry-Châtillon en Championnat de France.

## Palmarès
- Collectif :
  - Vainqueur de la Coupe d'Europe des nations : 1977 (France).
  - Vainqueur de la Coupe de France : 1976 (XIII Catalan).
  - Finaliste de la Coupe de France : 1977 (XIII Catalan).

### Détails en sélection
| 1.  | 20 février 1977  | Pays de Galles        | 13-2  | Coupe d'Europe | Pilier         | - | - | - | - |
| 2.  | 20 mars 1977     | Angleterre            | 28-15 | Coupe d'Europe | Pilier         | - | - | - | - |
| 3.  | 29 mai 1977      | Papouasie-Nlle-Guinée | 6-37  | Coupe du monde | Pilier         | - | - | - | - |
| 4.  | 5 juin 1977      | Grande-Bretagne       | 4-23  | Coupe du monde | Pilier         | - | - | - | - |
| 5.  | 5 mars 1978      | Angleterre            | 11-13 | Coupe d'Europe | Pilier         | - | - | - | - |
| 6.  | 26 novembre 1978 | Australie             | 13-10 | Test-match     | Pilier         | - | - | - | - |
| 7.  | 10 décembre 1978 | Australie             | 11-10 | Test-match     | Pilier         | - | - | - | - |
| 8.  | 4 février 1979   | Pays de Galles        | 15-8  | Coupe d'Europe | Pilier         | - | - | - | - |
| 9.  | 24 mars 1979     | Angleterre            | 6-12  | Coupe d'Europe | Pilier         | - | - | - | - |
| 10. | 14 octobre 1979  | Papouasie-Nlle-Guinée | 16-9  | Test-match     | Pilier         | - | - | - | - |
| 11. | 28 octobre 1979  | Papouasie-Nlle-Guinée | 15-2  | Test-match     | Deuxième ligne | - | - | - | - |
| 12. | 16 mars 1980     | Angleterre            | 2-4   | Coupe d'Europe | Pilier         | - | - | - | - |
| 13. | 23 novembre 1980 | Nouvelle-Zélande      | 6-5   | Test-match     | Pilier         | - | - | - | - |
| 14. | 7 juin 1981      | Nouvelle-Zélande      | 3-26  | Test-match     | Pilier         | - | - | - | - |
| 15. | 21 juin 1981     | Nouvelle-Zélande      | 2-25  | Test-match     | Pilier         | - | - | - | - |
| 16. | 18 juillet 1981  | Australie             | 2-17  | Test-match     | Pilier         | - | - | - | - |
| 17. | 6 décembre 1981  | Grande-Bretagne       | 0-37  | Test-match     | Pilier         | - | - | - | - |
| 18. | 5 décembre 1982  | Australie             | 4-15  | Test-match     | Pilier         | - | - | - | - |

### En club
| Saison    | Saison       | Championnat           | Championnat | Coupe           | Coupe      |
| Saison    | Saison       | Comp.                 | Class.      | Comp.           | Class.     |
| --------- | ------------ | --------------------- | ----------- | --------------- | ---------- |
| 1974-1975 | XIII Catalan | Championnat de France | 1/4 finale  | Coupe de France | 1/4 finale |
| 1975-1976 | XIII Catalan | Championnat de France | 1/4 finale  | Coupe de France | Vainqueur  |
| 1976-1977 | XIII Catalan | Championnat de France | 1/2 finale  | Coupe de France | Finaliste  |
| 1977-1978 | SM Pia       | Championnat de France | 9e          | Coupe de France | 1/8 finale |
| 1978-1979 | SM Pia       | Championnat de France | 10e         | Coupe de France | 1/8 finale |
| 1979-1980 | SM Pia       | Championnat de France | 1/2 finale  | Coupe de France | 1/8 finale |
| 1980-1981 | SM Pia       | Championnat de France | 1/2 finale  | Coupe de France | 1/8 finale |
| 1981-1982 | SM Pia       | Championnat de France | 1/4 finale  | Coupe de France | 1/8 finale |
| 1982-1983 | SM Pia       | Championnat de France | 7e          | Coupe de France | 1/4 finale |
| 1983-1984 | SM Pia       | Championnat de France | 13e         | Coupe de France | 1/8 finale |
| 1984-1985 | SM Pia       | Championnat de France |             | Coupe de France |            |